# Krasnodar kraj
Krasnodar kraj (russisk: Краснода́рский край, tr. Krasnodarskij kraj) er en kraj i Rusland og en af de 83 føderale enheder. Krasnodar kraj ligger i det Sydlige føderale distrikt. Hovedstaden er Krasnodar, og krajen har et areal på 75.485 km², 5.842.238 (2025) indbyggere, med en befolkningstæthed på 73,80 indb/km². Området ligger ved den nordvestlige ende af Kaukasusbjergene ud til Sortehavet. Det administrative center i krajen er Krasnodar, der med sine 1.154.885 (2025) er den største by i krajen. Andre større byer i krajen er Sotji med 445.149 (2025) indbyggere, Novorossijsk med 261.973 (2025) indbyggere og Armavir, der har 185.356 (2025) indbyggere.